# Thorns on the Black Rose
Thorns on the black rose – wydana w 1995 roku płyta zespołu North, zawierająca materiał skomponowany i nagrany w 1994.

## Lista utworów
1. "The Heretic Kingdom"
2. "As hermits return"
3. "Purity of the Tyrants"
4. "December Thoughts"
5. "Ages of the Reign"
6. "Thorns on the black rose"
7. "In the circle of the kings"